# Monete scozzesi
La monetazione scozzese inizia sotto Davide I nel 1136 e termina con l'atto di Unione del 1707.
Tra i tipi più frequenti ci sono lo scudo con lo stemma di Scozia con il leone, il cardo e la croce di Sant'Andrea, il protettore della Scozia.
Il leone fu introdotto nelle armi scozzesi da Guglielmo il Leone che ebbe il soprannome per questa innovazione. Apparve per la prima volta su una moneta scozzese nel noble scozzese coniato sotto Davide II.
| Indice B C D F G H L M N P R S T U Note - Bibliografia - Altri progetti |

## B
Bawbeeuna moneta da sei penny scozzesi in biglione coniata per la prima volta da Giacomo V nel 1537. Accanto al bawbee fu coniato anche il 1/2 bawbee. La denominazione fu coniata nella prima monetazione (1542-58) di Maria Stuarda. Poi la denominazione non fu emessa fino al 1677, durante il regno di Carlo II. L'ultima fu coniata sotto Guglielmo II di Scozia nel 1697.
Bodleanche boddle o bodwell. Era il nome popolare del turner, la moneta da 2 penny. Fu dato alla moneta coniata la prima volta in rame nel 1677, sotto Carlo II. La tradizione fa risalire il nome a un Bothwell, un incisore della zecca di Edimburgo, che tuttavia non sembra essere nell'elenco delle persone collegate con questa zecca. L'ultima monetazione fu nel 1697, sotto Guglielmo II.
Bonnetè il nome popolare di una moneta d'oro coniata durante il regno di Giacomo V dal 1569 al 1542 per un valore di 40 scellini scozzesi. Il nome viene dal bonnet, il copricapo basso e largo indossato da Giacomo.
Britain crowncon questo nome si indica una moneta dal valore di una corona d'oro che fu fatta coniare da Giacomo VI di Scozia dopo l'accesso al trono d'Inghilterra. Ne furono coniate le due versioni per i due regni; entrambe avevano il peso di 38,8 grani e con un titolo. 850. Valevano 3 sterline scozzesi o 5 shilling inglesi.
Le monete erano quasi identiche: al dritto IA D G MAG BRIT FRAN ET HIB REX ed il re coronato a destra; al rovescio lo scudo inquartato e coronato e la legenda HENRICVS ROSAS REGNA IACOBVS. La differenze, oltre ai diversi segni di zecca (la rosa per la zecca di Londra e il cardo per quella di Edimburgo), sono nella posizione degli stemmi d'Inghilterra e Scozia: al I e IV quarto era lo stemma dello Stato dove era coniata e l'altra era nel II quarto. L'arpa irlandese era sempre nel terzo.

## C
Crowninizialmente era una moneta d'oro, che in Inghilterra era stata già coniata da Enrico VIII. In Scozia, sotto Giacomo VI valeva 1/4 dell'unite.

## D
Demyuno dei nomi con cui è indicata la moneta d'oro da mezzo lion.
Dollaril nome viene dal taler, una moneta d'argento di area tedesca ampiamente diffusa in Europa. 
Prese il nome di thistle dollar (dollaro al cardo) un pezzo d'argento da due merk emesso sotto Giacomo VI. Fu battuto nel periodo 1578-80 per un valore di 26 scellini e 8 penny.
Il ryal della prima monetazione di Giacomo fu anche chiamato sword dollar (dollaro con la spada) per il tipo rappresentato al rovescio
Stesso nome presero i pezzi d'argento coniati da Carlo II, anche se in realtà il nome non è documentato dalle testimonianze dell'epoca.
Ducatera una moneta d'oro dal valore di 40 shilling, cioè 2 sterline. Pesava 88,34 grani (5,7 g) a 23 carati. Fu coniata per la prima volta da Giacomo V nel 1539, con la terza coniazione di questo monarca. Si tratta della prima moneta scozzese a recare la data (1539). Fu detto bonnet dal nome del copricapo indossato da Giacomo.
Accanto al ducat furono coniate il due terzi ed il terzo di ducato. Al dritto era rappresentato il ritratto di Giacomo volto a destra con in testa il bonnet; aveva come segno di zecca il decusse. Al rovescio c'era lo stemma di Scozia su una croce fiorita e la legenda HONOR REGIS IUDICIUM DILIGIT
Una moneta con il nome di ducato fu coniata anche da Giacomo VI nel 1580, per un valore di 80 scellini, con un peso di 94,23 grani. Fu coniata quando Giacomo aveva solo 14 anni ed è particolare per il ritratto del re, a testa nuda e con la gorgiera il grande colletto inamidato di moda all'epoca.

## F
Farthing o quarter-pennydal valore di un quarto di penny scozzese. Fu coniato per la prima volta dopo il 1280, sotto Alessandro III, in argento, imitando l'emissione inglese di pochi anni prima. L'emissione del farthing fu continuata dalla maggior parte dei successori. Il peso ed il titolo seguirono le variazioni del penny. Con Giacomo I il penny di biglione ed il farthing non fu coniato. La coniazione fu invece ripresa con la coniazione ecclesiastica del XV secolo e con Giacomo III con pezzi in rame, gli ultimi emessi dai sovrani scozzesi con questa denominazione.

## G
Groatmoneta d'argento dal valore di quattro penny, coniata dal 1357, sotto il regno di Davide II (1329 - 1371), assieme al half-groat (mezzo groat).
Il groat scozzese inizialmente valeva 4 penny, con Giacomo I il valore era arrivato a 6 penny. All'inizio del regno di Giacomo II (1437-60) valeva 8 penny ma dopo il 1451 il valore raggiunse il valore di 12 penny (1 scellino).
Fu coniato fino al regno di Maria Stuarda.

## H
Halfpennydal valore di mezzo penny. Fu coniato per la prima volta dopo il 1280, sotto Alessandro III, in argento. Giacomo I lo coniò in biglione e dopo di lui non fu più emesso.
Hatpieceè una moneta d'oro coniata dal 1591 al 1593 nella sesta monetazione di Giacomo VI: al dritto è raffigurato il re che indossa un copricapo (hat) particolarmente alto, da cui il nome. Al rovescio un leone seduto, con lo scettro nella zampa destra e una scritta in ebraico che riporta il nome di Geova

## L
Lion o Scottish crownmoneta d'oro coniata la prima volta da Roberto III (1390-1406). Ne furono battute due emissioni: la prima pesava 61 - 59,5 grani (3,871g) con un titolo di 22 carati, mentre nella seconda il peso era ridotto a 38 grani (2,452g) con lo stesso titolo. In entrambe le monetazione il lion era accompagnato del demi-lion (mezzo lion, detto anche semplicemente demy).
Al dritto era rappresentato lo stemma di Scozia con il leone, che diede nome alla moneta; la legenda: +ROBERTVS DEI GRA REX SCOTORVM.
Al rovescio era rappresentato il protettore della Scozia, Sant'Andrea Apostolo#La leggenda scozzese crocefisso e la legenda XPC REGNAT XPC VINCIT XPC IMPA. Prese anche il nome di Saint'André dal santo che vi era rappresentato.
La mezza corona, coniata assieme, prese il nome di half-crown, Demi-Lion o semplicemente Demy. Fu coniato da Roberto III fino a Giacomo IV.
Sotto Maria Stuarda fu coniato un lion d'oro da 44 scellini ed una corona (detta anche écu) da 20 scellini.
Fu anche coniato un lion di biglione da 1 ½ penny.

## M
Merk (o mark)moneta d'argento coniata sotto Giacomo VI di Scozia, Carlo I e Carlo II, valutata all'inizio 160 penny (13s 4d), esattamente 2/3 di una sterlina scozzese, o mezzo dollaro scozzese: era pari a circa uno scellino inglese dell'epoca.
La prima moneta con questa denominazione fu il mezzo merk o noble, dal valore di 80 penny (6s 8d); al rovescio era rappresentata una croce con la legenda SALVVM FAC POPVLVM TVVM DNE e l'anno di coniazione. Fu coniata negli anni 1572-77.
Nel 1578 fu introdotto un nuovo merk con il cardo al rovescio e la legenda NEMO ME IMPVNE LACESSET fu coniato nel 1578-80 assieme al doppio merk o mezzo dollar con gli stessi tipi.
Nel 1591 fu emesso un nuovo 1/2 merk detto balance half merk. con al rovescio una bilancia, e dietro una spada; intorno la legenda HIS DIFFERT REGE TYRANNVS
Carlo I nel 1636 fece battere un mezzo merk; al rovescio lo stemma coronato con le armi dei due regni e la legenda CHRISTO AUSPICE REGNO. L'anno successivo fu emesso nell'ambito delle prime monete coniate meccanicamente in Scozia.
Carlo II (1660-84) fece coniare l'ultima emissione di merk, quella del 1664: nella sua prima monetazione (1664-75) fu emesso solo il merk, con multipli e frazioni, mentre dal 1675 la moneta da quattro merk fu sostituita dal dollar accompagnato dalle sue frazioni.

## N
Noble (oro)la prima moneta d'oro scozzese introdotta nel 1357 da Davide II, riprendendo il tipo della moneta coniata nel 1344 da Edoardo III d'Inghilterra, in cui al dritto era rappresentata una nave su cui c'era il re, in piedi con la spada della mano destra e lo scudo con le armi di Francia e Inghilterra nei quarti. La moneta scozzese riprendeva nei dettagli la moneta inglese; sullo scudo reale era rappresentato per la prima volta, su una moneta, lo stemma di Scozia, con il leone rampante, che era stato introdotto da Guglielmo I.
Aveva un peso di 120 grani Troy ed un titolo di 23,875 carati e valeva mezzo merk, cioè 6s 8d.
Gli esemplari noti sono poche unità.
Noble (argento)fu battuto da Giacomo VI durante la sua seconda monetazione (1571-80), assieme al mezzo noble; anche questa moneta aveva il valore di 6s 8d.
Lo stesso nome fu usato da Giacomo VI per alcune monete d'argento emesse prima di salire al trono d'Inghilterra.

## P
Pennyè stata la prima moneta coniata in Scozia. Inizialmente era una moneta d'argento. Fu emesso per la prima volta da Davide I verso il 1135. Fu l'unica moneta coniata in Scozia fino al 1280. Divenne di biglione sotto Giacomo I, fu coniato in rame nell'ambito della monetazione ecclesiastica, in biglione fino a Maria ed in rame da Giacomo VI.
Pistolamoneta coniata nel 1701 da Guglielmo II di Scozia. Pesava 106 grani a 22 carati per un valore d 12 sterline scozzesi. Fu l'ultima moneta d'oro scozzese. La Darien Company, una società privata che commerciava con l'Africa, riuscì ad ottenere dal Privy Council il permesso a coniare parte dell'oro che aveva importato battendo delle monete. Come era abitudine all'epoca, fu concesso anche di apporre sulla moneta un segno della compagnia su tutte le monete.
La moneta presentava al dritto la testa del re, volta a sinistra; sotto c'era un sole che sorgeva dal mare, lo stemma della compagnia.
Al rovescio c'era lo scudo coronato del re, con stemma scozzese nel I e IV quarto, quello inglese nel II e l'arpa nel III; sopra al centro un piccolo scudo con il leone di Nassau.
Plackè una moneta di biglione dal valore di 4 penny, con un peso di 31,41 grani (2,03 g) ed un titolo di 500/1000, coniato per la prima volta sotto Giacomo III, alla zecca di Edimburgo. Sotto Giacomo V il titolo scese a 250/1000, mantenendo lo stesso peso. Sotto Maria Stuarda il peso calò al 29,44 grani ed il titolo a 83/1000 anche se il valore rimase di 4 penny. Sotto Giacomo VI il titolo salì a 250/1000 e la moneta ora valutata 8 penny fu coniata dal 1583 al 1590. Nel 1594 fu sostituita dal saltire plack (alla croce di sant'Andrea) con peso simile, titolo a 83/1000 e valore da 4 penny. Dopo questa emissione la denominazione non fu più emessa.
Fu coniato anche l'half plack sempre in biglione.
Corrispondeva alla plaque francese e al plak olandese.

## R
Ridercioè cavaliere. Fu una moneta d'oro coniata la prima volta prima del 1476, sotto Giacomo III per un peso di 78,5 grani (5,06 g circa) e con un titolo di 22 carati, inizialmente per un valore di 20 scellini, cioè una sterlina scozzese. Nel 1488 il valore era diventato di 23 scellini.
Contemporaneamente furono coniati anche l'half rider e il quarter rider (1/2 e 1/4 rider). Prendeva il nome dal cavaliere che era rappresentato al dritto. Furono coniate anche le frazioni da metà ed un quarto.
Fu coniato nuovamente nel 1594-1601 da Giacomo VI con lo stesso peso ma con un valore di 5 sterline. Assieme fu coniato il mezzo rider
Ryal (oro)era una moneta d'oro coniata per la prima volta sotto Maria Stuarda nel 1555 per un valore di 60 shilling. Era usato anche il nome di noble. Pesava 117,78 grani (7,599g) con un titolo di 22 carati. 
Durante il regno di Maria fu coniato nel primo periodo (1542-1558), precedente il matrimonio con Francesco di Francia, negli anni 1555, 1557 e 1558. Accanto al ryal fu coniato anche il mezzo ryal
Ryal (argento)La stessa regina emise dei ryal, d'argento nel quarto periodo, durante il suo secondo matrimonio (1565-67) nel 1565 e nel 1567, e nel quinto periodo, nella seconda vedovanza nel 1567. La moneta valeva 30 scellini (1 sterlina e mezzo). Era una moneta di grande modulo su cui erano rappresentati al dritto Maria e il suo secondo marito, Lord Darnley. Al rovescio la legenda recitava QUOS DEUS CONIUNXIT HOMO NON SEPARET 
Accanto al ryal furono coniati il mezzo ryal, i 2/3 ed il 1/3 di ryal.
La coniazione del ryal d'argento proseguì anche nei primi anni del figlio di Maria, Giacomo VI. Fu emesso solo nella prima monetazione di Giacomo (1567-71) assieme al 2/3 ed al 1/3 di ryal. Questa moneta è anche chiamata sword dollar, dalla spada raffigurata al rovescio. Furono coniati tutti gli anni.

## S
Saint'AndréSant'Andrea in francese, nome popolare dato al lion, dal santo che vi era rappresentato al rovescio.
Shillingin italiano scellino. Valeva 12 penny ed 1/20 di sterlina scozzese. La prima moneta scozzese dal valore di 1 scellino fu il groat di Giacomo II (1437-60). All'inizio del suo regno il groat valeva 8 penny ma dopo il 1451 il valore raggiunse lo scellino. In seguito furono coniate monete d'argento da 60, 30, 20, 6, 2, 1 scellino e da sei penny. 
Una moneta da uno shilling fu coniata in argento da Giacomo VI dopo l'accesso al trono d'Inghilterra. La moneta fu battuta anche da Carlo I. Valevano un penny inglese. Lo scellino di Carlo, emesso solo nella sua prima monetazione (1625-36) è estremamente raro
Sword & sceptrenome di una moneta d'oro coniata da Giacomo VI. Il nome viene dalla spada e scettro decussati rappresentati al rovescio. Pesava 78,52 grani (circa 5,07 g) a 22 carati e valeva 120 scellini scozzesi (6 £). La legenda del rovescio era: SALVS POPVLI SVPREMA LEX. Fu coniata dal 1601 al 1604 assieme al pezzo da metà valore.

## T
Testoonuna moneta d'argento che fu coniata nel 1553 con Maria Stuarda (1542-1567). La moneta del 1553 valeva 4 scellini scozzesi e recava al dritto la testa della regina. Il conio era stato inciso da Antoine Brucher alla zecca di Parigi. Fu coniato a Parigi con la nuova tecnica della pressa a vite. Si tratta della prima moneta scozzese prodotta meccanicamente. Nel 1578, durante il regno del figlio, Giacomo VI, ci fu una rivalutazione e sulle monete da uno e da mezzo testone fu apposta una contromarca con un cardo coronato ed il valore portato rispettivamente a sette scellini e sei pence e a tre scellini e nove pence.
Thistle crownmoneta d'oro emessa da Giacomo VI dal peso di 30,96 grani e dal valore di 48 scellini scozzesi o quattro scellini inglesi. Fu coniata nel periodo 1604-09 assieme alla moneta inglese. Le monete avevano su un lato la rosa d'Inghilterra e sull'altro il cardo di Scozia. Le differenze erano minime, tra cui il segno di zecca, il giglio per Londra e il cardo per Edimburgo.
Thistle dollarcioè dollaro al cardo, dalla pianta rappresentata al rovescio. Fu coniata in argento per sostituire il ryal da Giacomo VI nella sua seconda monetazione (1571-80). Valeva 26 scellini e 8 penny. La parola dollar viene dal tedesco thaler.
Twenty-poundcioè pezzo da venti sterline. Questa moneta d'oro fu coniata da Giacomo VI durante la sua seconda monetazione (1571-80). Pesava 461,16 grani (29,75 g) con un titolo di 22 carati. Si tratta di una moneta rarissima coniata solo nel 1575 e 76.
Turnermoneta di rame dal valore di 2 penny. Fu coniata per la prima volta da Giacomo VI nel 1597. (Steward p. 154).

## U
Unicornmoneta d'oro che prende il nome dall'animale fantastico che vi era raffigurato. Fu coniato la prima volta da Giacomo III nel 1486. Aveva un peso di 3,81 grammi con un titolo di 21 carati. Circolava per un valore di 18 scellini. L'unicorn ed il mezzo unicorn furono coniati per la prima volta sotto Giacomo III (1460-1488) nel 1486. Il peso standard era di 58,89 grani ed un titolo di 21 carati. Correva per 18 scellini.
Al dritto IACOBVS : DEI : GRATIA : REX : SCOTOR : unicorno stante volto verso sinistra con una corona sul collo, che sostiene uno scudo con le armi di Scozia; una catena sotto le zampe.
Al rovescio EXVRGAT DE ET DISIPENT NIMICIE, grande croce fiorita, su cui campeggia una stella con raggi ondulati.
La coniazione di questa moneta proseguì probabilmente nei primi anni di Giacomo IV di Scozia (1488 - 1513), anche se la coniazione dell'unicorno non è documentata fino al 1496. Le prime emissioni di questa moneta sotto Giacomo IV inoltre non sono distinguibili da quelle del padre. Solo più tardi fu apposto il numerale 4 che permette di distinguere le sue emissioni.
La stessa moneta fu coniata anche sotto Giacomo V. Dopo questo re la denominazione non fu più emessa.
Uniteaveva il valore di 12 sterline scozzesi o 1 sterlina inglese. La moneta fu prodotta durante il regno di Giacomo VI di Scozia e I d'Inghilterra ed era quasi uguale per i due regni. Pesava circa 10 grammi. In Inghilterra valeva 1 sterlina inglese ed in Scozia 12 sterline scozzesi. Indicava l'unione delle due corone. Fu coniata anche sotto Carlo I. In Inghilterra fu coniato anche sotto il Commonwealth, con le armi d'Inghilterra al dritto e quelle d'Inghilterra e Irlanda al rovescio.